# خوان كارلوس فاريلا
خوان كارلوس فاريلا رودريغز (بالإسبانية: Juan Carlos Varela Rodríguez)‏ (12 ديسمبر 1963 -)، سياسي بنمي. فاز بالانتخابات الرئاسية البنمية لسنة 2014 ليتولى رئاسة بنما رسمياً ابتداءً من 1 يوليو 2014 خلفا للرئيس السابق ريكاردو مارتينيلي.

## روابط خارجية
- خوان كارلوس فاريلا على موقع IMDb (الإنجليزية)
- خوان كارلوس فاريلا على موقع الموسوعة البريطانية (الإنجليزية)
- خوان كارلوس فاريلا على موقع مونزينجر (الألمانية)